# Schwarzer Regen (Roman, Ibuse)
Schwarzer Regen (jap. 黒い雨, Kuroi ame) ist ein Roman des japanischen Autors Masuji Ibuse aus dem Jahr 1965, der die Nachwirkungen des Atombombenabwurfs auf Hiroshima für die betroffenen Menschen und das japanische Selbstbild thematisiert.
Das Buch erzählt Alltagsgeschichten aus dem Leben der Bewohner eines kleinen Dorfes am Rande der am 6. August 1945 vom nuklearen Feuer verheerten Großstadt Hiroshima. Sie leiden in den Folgemonaten und -jahren nicht nur an körperlichen und seelischen Verletzungen, sondern auch unter der Diskriminierung durch ihre eigenen gesunden Landsleute.
Der Roman gehört zu den in der westlichen Welt bekanntesten Werken der japanischen Literatur. Er wurde von Shōhei Imamura verfilmt und hat auch den Hollywood-Krimi Black Rain (1989) beeinflusst.